# Manfred Stolle

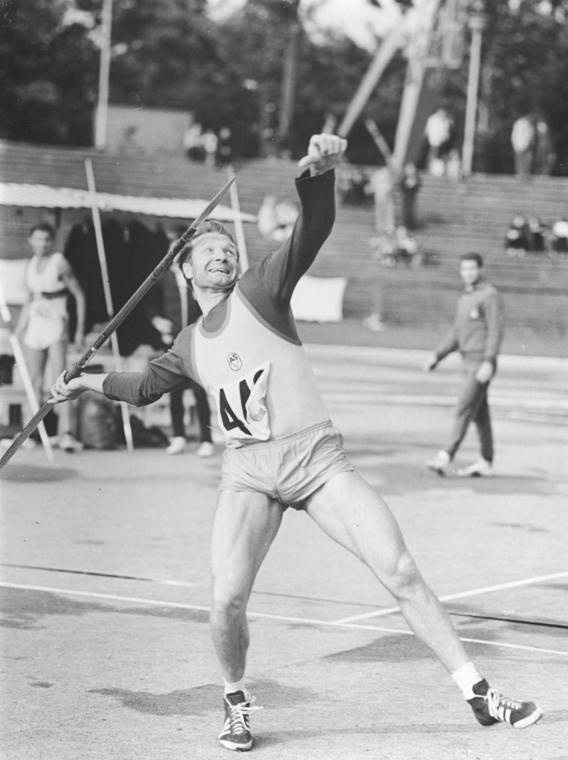
Manfred Stolle wird 1970 DDR-Meister und übertrifft mit 90,68 m erstmals die 90-Meter-Marke

Manfred Stolle (* 5. März 1937 in Leipzig) ist ein ehemaliger Leichtathlet, der – für die Deutsche Demokratische Republik (DDR) startend – 1968 Olympiafünfter im Speerwurf war.
Stolle war 1960 Sechster und 1961 Fünfter bei den DDR-Meisterschaften geworden, in den nächsten Jahren konnte er sich nicht platzieren. 1965 gewann er seinen ersten DDR-Meistertitel mit einem Wurf von 78,70 m. 1966 stand er im Aufgebot der DDR für die Europameisterschaften 1966 in Budapest, mit 78,70 m erreichte er den achten Platz. 1967 begann Stolle bei DDR-Meisterschaften eine Siegesserie bis 1973 mit sieben Meistertiteln in Folge. 
Bei den Olympischen Spielen 1968 in Mexiko-Stadt warf er den Speer auf 84,42 m und belegte den fünften Platz. 1969 trat kein Speerwerfer aus der DDR bei den Europameisterschaften an, 1971 schied Stolle in der Qualifikation aus. Bei den Olympischen Spielen 1972 in München erreichte er den Vorkampf, schied nach dem Vorkampf aber mit 79,32 m als Neunter aus.
Stolle verbesserte 1965 den seit 1957 bestehenden DDR-Rekord von Klaus Frost von 80,09 m auf 83,28 m. Über 84,36 m 1966 und 85,80 m 1968 verbesserte er den DDR-Rekord 1970 auf 90,68 m. Alle Rekorde von Manfred Stolle waren auch gesamtdeutsche Rekorde. Sein gesamtdeutscher Rekord wurde 1973 von Klaus Wolfermann auf die Weltrekordweite von 94,08 m verbessert. Seinen DDR-Rekord übertraf Wolfgang Hanisch 1978 mit 91,14 m.
Stolle war gelernter Schmied, später war er Offizier bei der NVA. Er begann beim ASK Berlin, nach 1965 wechselte er zum ASK Vorwärts Potsdam, in seiner Wettkampfzeit war er 1,85 m groß und 85 kg schwer. 